# HŽ 2044 sorozat
A HŽ 2044 sorozat egy horvát (A1A)' (A1A)' tengelyelrendezésű dízelmozdony-sorozat. Beceneve: "Karavela" vagy "Mala Karavela". A HŽ üzemelteti. Összesen 34 db készült belőle az Electro-Motive Division gyárában 1981-ben. Jelenleg csak személyszállító vonatokhoz használják.